# Soragna
Soragna är en ort och kommun i provinsen Parma i regionen Emilia-Romagna i Italien. Kommunen hade 4 841 invånare (2018).